# Kafrmid
Kafrmid (tiếng Ả Rập: كفرميد) là một ngôi làng Syria nằm ở Muhambal Nahiyah ở huyện Ariha, Idlib. Theo Cục Thống kê Trung ương Syria (CBS), Kafrmid có dân số 593 trong cuộc điều tra dân số năm 2004.